# Prager Schachfestival 2021
Das Prager Schachfestival 2021 war die dritte Austragung einer Reihe von Schachturnieren in der tschechischen Hauptstadt Prag. Es fand vom 14. bis 20. Juni 2021 statt.
Anders als noch 2020 fand aufgrund der Corona-Pandemie kein Challengers-Turnier statt. Auch am Masters nahmen deshalb nur 8 Spieler teil.
Auch ein Open und mehrere Ratings-Turniere fanden wieder statt, ebenso wie die Schnellschach- und Blitz-Turniere.

## Masters
Beim Masters wurden ein einfaches Rundenturnier ausgetragen.
Als Tie-Break diente nach den Punkten der direkte Vergleich der betroffenen Spieler untereinander (DV), danach die Wertung nach Sonneborn-Berger (SoBe) und zuletzt die gespielten Partien mit den schwarzen Steinen (SP).
| Platz | Titel | Name                | Elo-Zahl | 1 | 2 | 3 | 4 | 5 | 6 | 7 | 8 | Punkte | DV | SoBe  | SP |
| ----- | ----- | ------------------- | -------- | - | - | - | - | - | - | - | - | ------ | -- | ----- | -- |
| 1     | GM    | Samuel Shankland    | 2691     | * | 1 | ½ | ½ | 1 | ½ | 1 | 1 | 5½     |    |       |    |
| 2     | GM    | Jan-Krzysztof Duda  | 2729     | 0 | * | 1 | ½ | ½ | 1 | 1 | 1 | 5      |    |       |    |
| 3     | GM    | Radosław Wojtaszek  | 2687     | ½ | 0 | * | ½ | 1 | ½ | ½ | 1 | 4      |    |       |    |
| 4     | GM    | Thai Dai Van Nguyen | 2577     | ½ | ½ | ½ | * | ½ | ½ | ½ | ½ | 3½     | ½  | 12,25 |    |
| 5     | GM    | Nicat Abbasov       | 2665     | 0 | ½ | 0 | ½ | * | 1 | ½ | 1 | 3½     | ½  | 9,50  |    |
| 6     | GM    | Nils Grandelius     | 2670     | ½ | 0 | ½ | ½ | 0 | * | ½ | ½ | 2½     | ½  | 8,50  |    |
| 7     | GM    | Jorden van Foreest  | 2701     | 0 | 0 | ½ | ½ | ½ | ½ | * | ½ | 2½     | ½  | 7,50  |    |
| 8     | GM    | David Navara        | 2697     | 0 | 0 | 0 | ½ | 0 | ½ | ½ | * | 1½     |    |       |    |

## Offene Turniere
Das Futures-Turnier gewann der 16-jährige Tscheche  Jakub Voijta mit 5 Punkten aus 7 Partien.
Beim Open erreichte der  Pole  GM Marcin Krzyżanowski den ersten Platz mit 7 Punkten aus 9 Partien, wertungsgleich mit  IM Felix Blohberger. Den Unterschied machten die gespielten Partien mit den schwarzen Steinen (5 für Krzyżanowski, 4 für Blohberger) zugunsten des Polen.
Den dritten Platz belegte  GM Grzegorz Nasuta.

Das bestbesetzte Rating-Turnier wurde vom Tschechen  Jaromir Krupansky gewonnen.

Im 7-rundigen Schnellschach-Turnier gewann  GM Vojtěch Plát, im 11-rundigen Blitzschach-Turnier  GM Pontus Carlsson.